# Грдица
Грдица (према карти из 1783. појављује се и на немачком као Гесодица) приградско је насељено шумадијско место града Краљева у долини Западног Поморавља, које административно припада Рашком округу. Према попису из 2022. било је 742 становника. Грдица се налази на речној тераси и по гребену између две алувијалне равни које су формирале реке Ибар и Западна Морава, а у окружењу насеља Адрана, Јарчујака, града Краљева и Западне Мораве. Грдица је за последњих 50 година прерасла у приградско насеље, а данас се може рећи да је и тај статус изгубила стапајући се у град Краљево.

## Демографија
У насељу Грдица живи 588 пунолетних становника, а просечна старост становништва износи 40,7 година (39,4 код мушкараца и 41,9 код жена). У насељу има 262 домаћинства, а просечан број чланова по домаћинству је 2,79.

## Историја
Грдица је 1476. године имала 18 домaћинстава, а порез од меда који су плаћали пчелари износио је 65 акчи, 20 више него што су мештани Грдице плаћали Турцима порез на свиње.

## Историјске личности
Миленко Веснић некадашњи српски дипломата, министар правде, председник Владе и министар спољних послова Краљевине Срба, Хрвата и Словенаца, је одрастао у Грдици.

## Име насеља
У основи имена насеља је лично мушко име Грдић, које значи „охол, велики“. Грдица је деминутив од Грдић са супротним значењем „мали–мало“. Када је насеље под овим именом настало не може се поуздано рећи, али, будући да је на челу Влаха уписаних у жичку повељу 1220. године био кнез Грдић, могуће је да је овде била влашка насеобина са седиштем тога кнеза по коме је насеље и добило име.
Ово насеље је великим делом насељено Србима (према попису из 2002. године).
|  |

| Демографија | Демографија | Демографија |
| Година      | Становника  | Становника  |
| ----------- | ----------- | ----------- |
| 1948.       | 359         |             |
| 1953.       | 360         |             |
| 1961.       | 637         |             |
| 1971.       | 1.137       |             |
| 1981.       | 726         |             |
| 1991.       | 683         | 667         |
| 2002.       | 730         | 748         |
| 2011.       | 819         |             |
| 2022.       | 742         |             |

| Етнички састав према попису из 2002.‍ | Етнички састав према попису из 2002.‍ | Етнички састав према попису из 2002.‍ | Етнички састав према попису из 2002.‍ | Етнички састав према попису из 2002.‍ |
| ------------------------------------ | ------------------------------------ | ------------------------------------ | ------------------------------------ | ------------------------------------ |
|                                      |                                      |                                      |                                      |                                      |
| Срби                                 | Срби                                 |                                      | 693                                  | 94,93%                               |
| Црногорци                            | Црногорци                            |                                      | 26                                   | 3,56%                                |
| Хрвати                               | Хрвати                               |                                      | 2                                    | 0,27%                                |
| Македонци                            | Македонци                            |                                      | 2                                    | 0,27%                                |
| Руси                                 | Руси                                 |                                      | 1                                    | 0,13%                                |
| Југословени                          | Југословени                          |                                      | 1                                    | 0,13%                                |
| непознато                            | непознато                            |                                      | 5                                    | 0,68%                                |

| Година пописа     | 1948. | 1953. | 1961. | 1971. | 1981. | 1991. | 2002. |
| ----------------- | ----- | ----- | ----- | ----- | ----- | ----- | ----- |
| Број домаћинстава | 81    | 80    | 179   | 308   | 202   | 197   | 262   |

| Број чланова      | 1  | 2  | 3  | 4  | 5  | 6 | 7 | 8 | 9 | 10 и више | Просек |
| ----------------- | -- | -- | -- | -- | -- | - | - | - | - | --------- | ------ |
| Број домаћинстава | 55 | 80 | 39 | 54 | 24 | 8 | 2 | 0 | 0 | 0         | 2,79   |

| Пол    | Укупно | Неожењен/Неудата | Ожењен/Удата | Удовац/Удовица | Разведен/Разведена | Непознато |
| ------ | ------ | ---------------- | ------------ | -------------- | ------------------ | --------- |
| Мушки  | 301    | 81               | 198          | 12             | 10                 | 0         |
| Женски | 314    | 46               | 203          | 54             | 11                 | 0         |
| УКУПНО | 615    | 127              | 401          | 66             | 21                 | 0         |

| Пол    | Укупно                    | Пољопривреда, лов и шумарство | Рибарство                            | Вађење руде и камена | Прерађивачка индустрија       |
| ------ | ------------------------- | ----------------------------- | ------------------------------------ | -------------------- | ----------------------------- |
| Мушки  | 140                       | 5                             | 0                                    | 0                    | 62                            |
| Женски | 86                        | 4                             | 0                                    | 0                    | 31                            |
| УКУПНО | 226                       | 9                             | 0                                    | 0                    | 93                            |
| Пол    | Производња и снабдевање   | Грађевинарство                | Трговина                             | Хотели и ресторани   | Саобраћај, складиштење и везе |
| Мушки  | 2                         | 6                             | 17                                   | 1                    | 18                            |
| Женски | 4                         | 0                             | 13                                   | 6                    | 2                             |
| УКУПНО | 6                         | 6                             | 30                                   | 7                    | 20                            |
| Пол    | Финансијско посредовање   | Некретнине                    | Државна управа и одбрана             | Образовање           | Здравствени и социјални рад   |
| Мушки  | 1                         | 2                             | 7                                    | 4                    | 7                             |
| Женски | 1                         | 0                             | 1                                    | 8                    | 15                            |
| УКУПНО | 2                         | 2                             | 8                                    | 12                   | 22                            |
| Пол    | Остале услужне активности | Приватна домаћинства          | Екстериторијалне организације и тела | Непознато            | Непознато                     |
| Мушки  | 4                         | 0                             | 0                                    | 4                    | 4                             |
| Женски | 1                         | 0                             | 0                                    | 0                    | 0                             |
| УКУПНО | 5                         | 0                             | 0                                    | 4                    | 4                             |